# وارن سميث (لاعب غولف)
وارن سميث (بالإنجليزية: Warren Smith)‏ هو لاعب غولف أمريكي، ولد في 20 أكتوبر 1915، وتوفي في 3 مايو 2015.